# Балаховський Данило Григорович
Данило Григорович Балаховський (Балаховський Даніїл Герцович) (1862, Київ — 11 лютого 1931, Париж) — український політик — член Центральної Ради УНР, діяч міжнародного сіоніського руху; потомствений почесний громадянин, інженер-цукрозаводчик, дипломат, український політичний емігрант у Франції.

## Біографія
Директор-розпорядник Благодатінського товариства бурякоцукрового і рафінадного заводу, Переверзевського бурякоцукрового заводу, французький консульський агент в Києві, діяч сіоніського руху, член Центральної Ради УНР від нацменшин. З 1919 р. проживав у Парижі в еміграції. Похований на кладовищі Пассі.